# Jan Władysław Kunat Wyrozębski
Jan Władysław Kunat Wyrozębski herbu Jastrzębiec (zm. w listopadzie 1730 roku) – instygator koronny w latach 1706–1730, wiceinstygator koronny w 1706 roku, stolnik mielnicki w 1693 roku, wojski mielnicki w latach 1691–1693, starosta mielnicki w latach 1711–1727, sędzia grodzki drohicki w 1704 roku.
Jako deputat podpisał  pacta conventa Augusta II Mocnego w 1697 roku. Był konsyliarzem ziemi drohickiej w konfederacji sandomierskiej 1704 roku. Jako poseł ziemi drohickiej był uczestnikiem Walnej Rady Warszawskiej 1710 roku.